# Valley City (Dakota du Nord)
Pour les articles homonymes, voir Valley City (homonymie).
La ville de Valley City est le siège du comté de Barnes, dans l’État du Dakota du Nord, aux États-Unis. Sa population s’élevait à 6 585 habitants lors du recensement de 2010, estimée à 6 380 habitants en 2018.

## Histoire
Valley City a été fondée en 1874 sous le nom de Worthington.

## Démographie
| Groupe            | Valley City | Dakota du Nord | États-Unis |
| ----------------- | ----------- | -------------- | ---------- |
| Blancs            | 95,2        | 90,0           | 72,4       |
| Métis             | 1,7         | 1,8            | 2,9        |
| Afro-Américains   | 1,3         | 1,2            | 12,6       |
| Asiatiques        | 0,8         | 1,0            | 4,8        |
| Amérindiens       | 0,7         | 5,4            | 0,9        |
| Autres            | 0,3         | 0,5            | 6,2        |
| Total             | 100         | 100            | 100        |
|                   |             |                |            |
| Latino-Américains | 1,5         | 2,0            | 16,7       |

Selon l’American Community Survey, pour la période 2011-2015, 97,13 % de la population âgée de plus de 5 ans déclare parler l'anglais à la maison, 1,51 % déclare parler l’espagnol et 1,35 % une autre langue.
Le revenu par habitant était en moyenne de 34 287 dollars par an entre 2012 et 2016, au-dessus de la moyenne du Dakota du Nord (33 107 dollars) et de la moyenne nationale (29 829 dollars). Sur cette même période, 10,1 % des habitants de Valley City vivaient sous le seuil de pauvreté (contre 10,7 % dans l'État et 12,7 % à l'échelle des États-Unis).
| 1880 | 1890  | 1900  | 1910  | 1920  | 1930  |
| ---- | ----- | ----- | ----- | ----- | ----- |
| 302  | 1 089 | 2 446 | 4 606 | 4 686 | 5 268 |

| 1940  | 1950  | 1960  | 1970  | 1980  | 1990  |
| ----- | ----- | ----- | ----- | ----- | ----- |
| 5 917 | 6 851 | 7 809 | 7 843 | 7 774 | 7 163 |

| 2000  | 2010  | - | - | - | - |
| ----- | ----- | - | - | - | - |
| 6 826 | 6 585 | - | - | - | - |

## Personnalité liée à la ville
L’actrice Ann Sothern est née à Valley City en 1909.

## Source
- (en) Cet article est partiellement ou en totalité issu de l’article de Wikipédia en anglais intitulé « Valley City, North Dakota » (voir la liste des auteurs).